# 贾丝明·卡林
贾丝明·萝茜·“贾兹”·卡林（英語：Jazmin Roxy "Jazz" Carlin，1990年9月17日—）生于英格兰威尔特郡斯温登，是一名代表英国以及威尔士参赛的游泳运动员，主攻中长距离自由泳。
贾丝明首次被认可是在2005年，当时她在欧洲青年游泳锦标赛获得一枚铜牌。2006年，她随父母移居至威尔士西格拉摩根郡斯旺西。2010年，她凭借着在英联邦运动会的出色发挥获得了BBC颁发的年度最佳威尔士运动员奖。四年后，她成为40年来首位在英联邦运动会游泳项目上摘金的威尔士女选手。两年后，她在里约奥运摘得两枚银牌，分别来自女子400米自由泳和女子800米自由泳。